# Tarno
Tarno is een plaats in de gemeente Ivanić-Grad in de Kroatische provincie Zagreb. De plaats telt 65 inwoners (2001).